# Gabriel Yared
Gabriel Yared (àrab: غبريال يارد, Ḡabriyāl Yārid) (Beirut, 7 d'octubre de 1949) és un compositor de cinema libanès, més conegut pel seu treball en el cinema francès i estatunidenc.
Començà la seva feina a França fent cançons per artistes com Michel Jonasz, Charles Aznavour, Johnny Hallyday, Mireille Mathieu, Sylvie Vartan, Gilbert Bécaud o Françoise Hardy Després va fer música per a pel·lícules com Betty Blue i Camille Claudel. Més endavant començà a treballar en pel·lícules de llengua anglesa, guanyant un Oscar per la banda sonora d'El pacient anglès i rebent sengles nominacions per L'enginyós senyor Ripley i Cold Mountain.

## Filmografia
Entre la nombrosa filmografia a la qual ha posat música, es poden destacar, ordenades cronològicament:
- Sauve qui peut (la vie) (1980)
- Betty Blue (1986)
- Beyond Therapy (1987)
- Clean & Sober (1988)
- Gandahar (1988)
- Camille Claudel (1989)
- Romero (1989)
- Vincent & Theo (1990)
- Tatie Danielle (1991)
- L'Amant (1992)
- Map of the Human Heart (1993)
- El pacient anglès (1996)
- Hercule et Sherlock (1996)
- City of Angels (1998)
- Missatge en una ampolla (1999)
- L'enginyós senyor Ripley (1999)
- Tardor a Nova York (Autumn in New York) (2000)
- Gairebé perfecte (The Next Best Thing) (2000)
- La vida al davant (La vita davanti a sé) (2000)
- Possession (2002)
- Bon Voyage (2003)
- Cold Mountain (2003)
- Sylvia (2003)
- Shall We Dance? (2004)
- Troia (2004)
- La vida dels altres (2006)
- Breaking and Entering (2006)
- 1408 (2008)
- Coco Chanel & Igor Stravinsky (2009)
- Le Hérisson (2009)